# José Óscar Barreto
José Óscar Barreto (20 de julio de 1983) es un futbolista paraguayo. Juega de mediocampista y actualmente milita en el Boyacá Chicó de Colombia.

## Clubes
| Club                 | País     | Año       |
| -------------------- | -------- | --------- |
| 12 de Octubre        | Paraguay | 2004-2005 |
| Cerro Porteño PF     | Paraguay | 2006      |
| Silvio Pettirossi    | Paraguay | 2007-2008 |
| Aucas                | Ecuador  | 2009      |
| Deportivo Capiatá    | Paraguay | 2010-2014 |
| Sportivo San Lorenzo | Paraguay | 2015      |
| Caacupé              | Paraguay | 2016      |
| Boyacá Chicó         | Colombia | 2017-Act. |